# Sabgal Anicolor
A Anicolor/Tien21 é uma equipa profissional de ciclismo portuguesa, sediada em Águeda.
A equipa foi fundada originalmente em 2000 em Gondomar com a designação de Barbot-Torrié Cafés-Gondomar. A 7 de Novembro de 2003 dá-se re-fundação com a mudança da base para Gaia sob a designação Barbot-Gaia.
Até 2012 a empresa de tintas Barbot foi a grande patrocinadora da equipa. Desde 2012 a equipa tem patrocínios principais da Efapel e da Glassdrive, fazendo a equipa chamar-se Efapel-Glassdrive. A sede do Gaia Clube de Ciclismo estava instalada no Complexo Desportivo de Pedroso.
Desde a sua fundação, o Gaia Clube de Ciclismo tem participado nas provas de ciclismo profissional em Portugal, incluindo a Volta a Portugal.
Na Volta a Portugal de 2013, a Efapel-Glassdrive era apontada como a principal favorita à vitória. No entanto as divisões que surgiram durante a prova levaram a que apenas conseguisse conquistar o último lugar do pódio, por Rui Sousa. No final da prova e após reunião de toda a equipa, resultou na saída de 4 elementos em conflito com o director desportivo, entre eles o chefe de fila Rui Sousa.
Entre 2015 e 2021 a Efapel tornou-se o patrocinador principal com a equipa a assumir essa designação.
Desde 2022 a equipa tem a designação Glassdrive-Q8-Anicolor, tendo o anterior patrocinador passado a apoiar uma nova equipa.
No final de 2023 a equipa anunciou que passaria a competir com a designação Sabgal-Anicolor.
No início de 2025, anunciou que passaria a ser Anicolor/Tien21.

## Palmarés
2000
Vitória Etapa 4 GP Torres Vedras, Paulo Ferreira
2001
Vitória Etapa 7 Volta a Portugal, Santiago Pérez
2002
Vitória Geral GP Ciudad de Vigo, Nuno Marta
2003
Vitória Geral GP CTT Correios, Nuno Marta
Vitória Etapa, Nuno Marta
2004
Vitória Etapa 3 Volta ao Algarve, Martin Garrido
2005
Vitória Etapa 1 Vuelta a Castilla y Léon, Sérgio Ribeiro
Vitória Etapa 5 Volta ao Alentejo, Sérgio Ribeiro
Vitória Etapa 10 Volta a Portugal, Claus Moller
2006
Vitória Etapa 1 Volta ao Distrito de Santarém, Sérgio Ribeiro
Vitória Geral Volta ao Alentejo, Sérgio Ribeiro
Vitória Etapa 5, Sérgio Ribeiro
2007
Vitória Etapa 2 Volta a Portugal, Francisco Pacheco
2008
Vitória Etapas 3 & 5 Vuelta a Extremadura, Francisco Pacheco
Vitória Etapa 1 Grande Prémio CTT, Francisco Pacheco
Vitória Etapa 4 & 5 Volta a Portugal, Francisco Pacheco
2009
Vitória Geral Volta de São Paulo, Sérgio Ribeiro
Vitória Etapa 2 & 3, Sérgio Ribeiro
2010
Vitória Etapa 5 Vuelta a Castilla y Leon, Sérgio Ribeiro
Vitória Etapa 2 Volta ao Alentejo, Bruno Pires
Vitória Campeonato Nacional  Portugal, Rui Sousa
Vitória Etapa 1 GP Torres Vedras, Bruno Lima
Vitória Etapas 2 & 8 Volta a Portugal, Sérgio Ribeiro
Vitória Etapa 6 Volta a Portugal, Joaquin Ortega
Vitória Etapa 9 Volta a Portugal, David Bernabeu
2011
Vitória Geral GP Costa Azul, Filipe Cardoso
Vitória Etapa 3, Filipe Cardoso
Vitória GP Llodio, Santiago Pérez
Vitória Etapa 4 Volta ao Alentejo, Filipe Cardoso
Vitória Etapa 3 GP Torres Vedras, Sergio Ribeiro
Vitória Etapa 4 GP Torres Vedras, Raúl Alarcón
Vitória Etapas 1 & 2 Volta a Portugal, Sérgio Ribeiro
2012
Vitória Etapa 4 Volta ao Alentejo, Filipe Cardoso
Vitória Etapa 1 GP Torres Vedras, Sérgio Ribeiro
Vitória Geral Volta a Portugal, David Blanco
Vitória Etapa 3, César Fonte
Vitória Etapa 4, Rui Sousa
Vitória Etapa 5, Sérgio Ribeiro
Vitória Etapa 8, David Blanco
2013
Vitória Campeonato Nacional  Portugal, Joni Brandão
Vitória Etapa 2 Volta a Portugal, Rui Sousa
2014
Vitória Prólogo Volta a Portugal, Victor de la Parte
Vitória Prólogo GP Torres Vedras, Victor de la Parte
2015
Vitória 3ª Etapa GP Torres Vedras, Victor de la Fuent
Vitória 4ª Etapa Volta a Portugal, Filipe Cardoso

## Ciclistas
Para a temporada 2015, a Efapel conta com o seguinte plantel:
- Mauriçio Moreira, 25 anos
- Frederico Figueiredo, 31 anos
- Artem Nych, 34 anos
- Rafael Reis, 29 anos
- Fábio Costa, 24 anos
- Pedro Silva, 26 anos
- Sérgio Garcia, 23 anos
- Luís Mendonça, 33 anos
- Duarte Domingues, 24 anos
- James whelan, 21 anos
- Rafael Silva, 24 anos